# Liste des horloges astronomiques de Suisse
Cet article recense les horloges astronomiques de Suisse.

## Liste
| Édifice                          | Commune      | Canton      | Date | Notes                     | Coordonnées                      | Illus. |
| -------------------------------- | ------------ | ----------- | ---- | ------------------------- | -------------------------------- | ------ |
| Spittelturm (de)                 | Bremgarten   | Argovie     | 1558 |                           | 47° 21′ 02″ nord, 8° 20′ 35″ est |        |
| Zeitturm (de)                    | Mellingen    | Argovie     | 1554 |                           | 47° 25′ 06″ nord, 8° 16′ 22″ est |        |
| Zytglogge                        | Berne        | Berne       | 1530 |                           | 46° 56′ 53″ nord, 7° 26′ 52″ est |        |
| Zytturm                          | Lucerne      | Lucerne     |      |                           | 47° 03′ 08″ nord, 8° 18′ 22″ est |        |
| Waaghaus                         | Saint-Gall   | Saint-Gall  |      | Horloge lunaire           | 47° 25′ 34″ nord, 9° 22′ 40″ est |        |
| Fronwagturm                      | Schaffhouse  | Schaffhouse | 1564 |                           | 47° 41′ 47″ nord, 8° 38′ 01″ est |        |
| Zeitglockenturm                  | Soleure      | Soleure     | 1452 |                           | 47° 12′ 27″ nord, 7° 32′ 13″ est |        |
| Tour des Sceaux                  | Diessenhofen | Thurgovie   | 1546 |                           | 47° 41′ 21″ nord, 8° 45′ 06″ est |        |
| Zytturm                          | Zoug         | Zoug        | 1574 |                           | 47° 09′ 58″ nord, 8° 30′ 54″ est |        |
| Horloge astronomique             | Winterthour  | Zurich      | 1529 |                           | 47° 30′ 00″ nord, 8° 44′ 06″ est |        |
| Horloge astronomique Türler (de) | Zurich       | Zurich      | 1995 | Dans la bijouterie Türler | 47° 22′ 11″ nord, 8° 32′ 21″ est |        |
| Église Saint-Étienne             | Loèche       | Valais      | 1686 | Horloge lunaire           | 46° 19′ 02″ nord, 7° 38′ 06″ est |        |
| Horloge astronomique             | Sion         | Valais      | 1668 |                           | 46° 14′ 02″ nord, 7° 21′ 39″ est |        |